# Ann Hallström
Ann Hallström, född 15 augusti 1970, är en svensk poet.
Hallström debuterade med lyriksamlingen Det är en frånvaro av steg som knastrar, vilken utgavs på Wahlström & Widstrand 2000. Debuten följdes av 2003 års Öppna hjärta: polyfon och 2010 års Saknaden.
För sin författargärning tilldelades Hallström Mare Kandre-priset 2010. Juryns motiver löd: "För en mångstämmig diktning som finner sin resonansbotten i transitstadens vimmel och sitt elegiska tonfall i tredje världens av allt att döma olösliga problem. Med globetrotterns hetsiga begär som drivkraft lyckas Ann Hallström subjektivera det postkoloniala tillståndet och under ett flyktigt ögonblick ge språk åt de språklösa. Med exakt känslighet frambesvärjer hon ett paradoxalt hopp ur ett jordklot som är en tickande bomb."

## Priser och utmärkelser
- 2010 – Mare Kandre-priset
- 2013 – Sveriges Radios Lyrikpris

### Fotnoter
1. 1 2  ”Ann Hallström”. Libris.kb.se. http://libris.kb.se/hitlist?d=libris&q=ann+hallstr%C3%B6m&f=simp&spell=true&hist=true&p=1. Läst 19 maj 2012.
2. ↑  ”Mare Kandre-priset”. 10-tal. Arkiverad från originalet den 22 juni 2013. https://web.archive.org/web/20130622153839/http://www.10tal.se/?p=1494. Läst 19 maj 2012.